# Ryton (North Yorkshire)
Ryton – przysiółek w Anglii, w North Yorkshire. Leży 4,1 km od miasta Malton, 30,5 km od miasta York i 299,5 km od Londynu. W 1961 roku civil parish liczyła 124 mieszkańców. Ryton jest wspomniana w Domesday Book (1086) jako Ritone.